# Dambach (Bas-Rhin)
Dambach ist eine französische Gemeinde mit 758 Einwohnern (Stand 1. Januar 2021) im Département Bas-Rhin in der Region Grand Est (bis 2015 Elsass).

## Geografie
Dambach ist ein Haufendorf. Durch den Dorfkern führt die Départementsstraße 35 sowie der Schwarzbach, der in die Moder fließt. Zu Dambach gehört der Ortsteil Neunhoffen, früher ein eigenständiges Dorf.

## Geschichte

### Wappen
Wappenbeschreibung: In Gold ein roter Balken.

### Mittelalter
Dambach war ein Lehen des Bischofs von Straßburg, das 1301 als Teil des zur Burg Schöneck zählenden Besitzes zu einem Viertel an die Herren von Lichtenberg vergeben wurde. 1398 wurde es an Zweibrücken-Bitsch verpfändet. Das lichtenbergische Viertel war dem Amt Wörth zugeordnet, das im 13. Jahrhundert entstanden war. Als 1480 mit Jakob von Lichtenberg das letzte männliche Mitglied des Hauses verstarb, wurde das Erbe zwischen seinen beiden Nichten, Anna und Elisabeth, geteilt. Anna hatte Graf Philipp IV. von Hanau (1514–1590) geheiratet, Elisabeth von Lichtenberg (* 1444; † 1495) Simon IV. Wecker von Zweibrücken-Bitsch. Das Amt Wörth – und damit auch das Dambacher Viertel – kamen bei der Teilung zu Zweibrücken-Bitsch.

### Neuzeit
1570 kam es zu einem weiteren Erbfall, der das Amt Wörth zur Grafschaft Hanau-Lichtenberg brachte: Graf Jakob von Zweibrücken-Bitsch (* 1510; † 1570) und sein schon 1540 verstorbener Bruder Simon V. Wecker hinterließen nur jeweils eine Tochter als Erbin. Die Tochter des Grafen Jakob, Margarethe (* 1540; † 1569), war mit Philipp V. von Hanau-Lichtenberg (* 1541; † 1599) verheiratet. Zu dem sich aus dieser Konstellation ergebenden Erbe zählte auch die zweite, nicht bereits durch Hanau-Lichtenberg regierte, Hälfte der ehemaligen Herrschaft Lichtenberg.
Mit der Reunionspolitik Frankreichs unter König Ludwig XIV. kam das Amt Wörth und damit auch Dambach unter französische Oberhoheit. Nach dem Tod des letzten Hanauer Grafen, Johann Reinhard III., fiel das Erbe – und damit auch Dambach – 1736 an den Sohn seiner einzigen Tochter, Charlotte, den Erbprinzen und späteren Landgrafen Ludwig (IX.) von Hessen-Darmstadt. Mit dem durch die Französische Revolution begonnenen Umbruch wurde das Amt Wörth Bestandteil Frankreichs und in den folgenden Verwaltungsreformen aufgelöst.

### Bevölkerungsentwicklung
| 1798 | 1962 | 1968 | 1975 | 1982 | 1990 | 1999 | 2006 | 2017 |
| ---- | ---- | ---- | ---- | ---- | ---- | ---- | ---- | ---- |
| 55   | 574  | 633  | 679  | 652  | 702  | 729  | 755  | 736  |

## Burgen
- Burgruine Schöneck
- Burgruine Hohenfels
- Burgruine Wineck
- Burgruine Wittschlössel

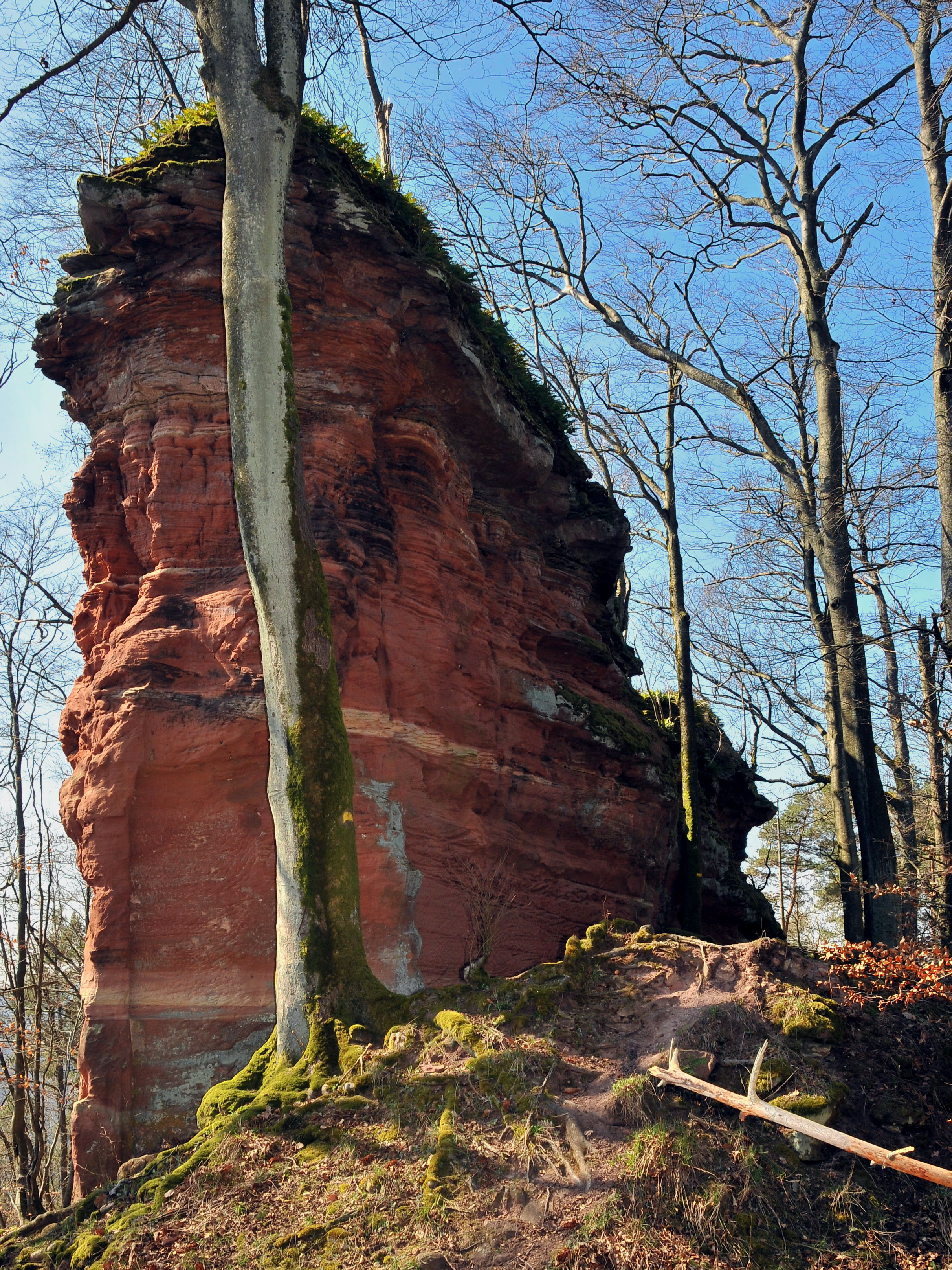
Château de Wittschlœssel
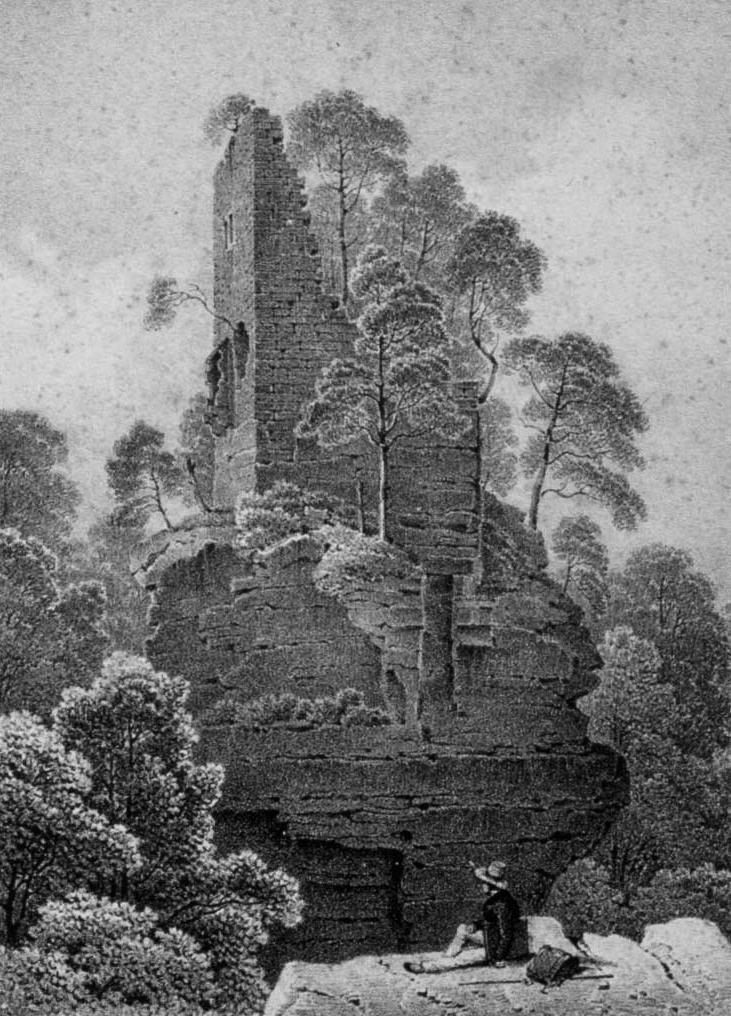
Château de Hohenfels
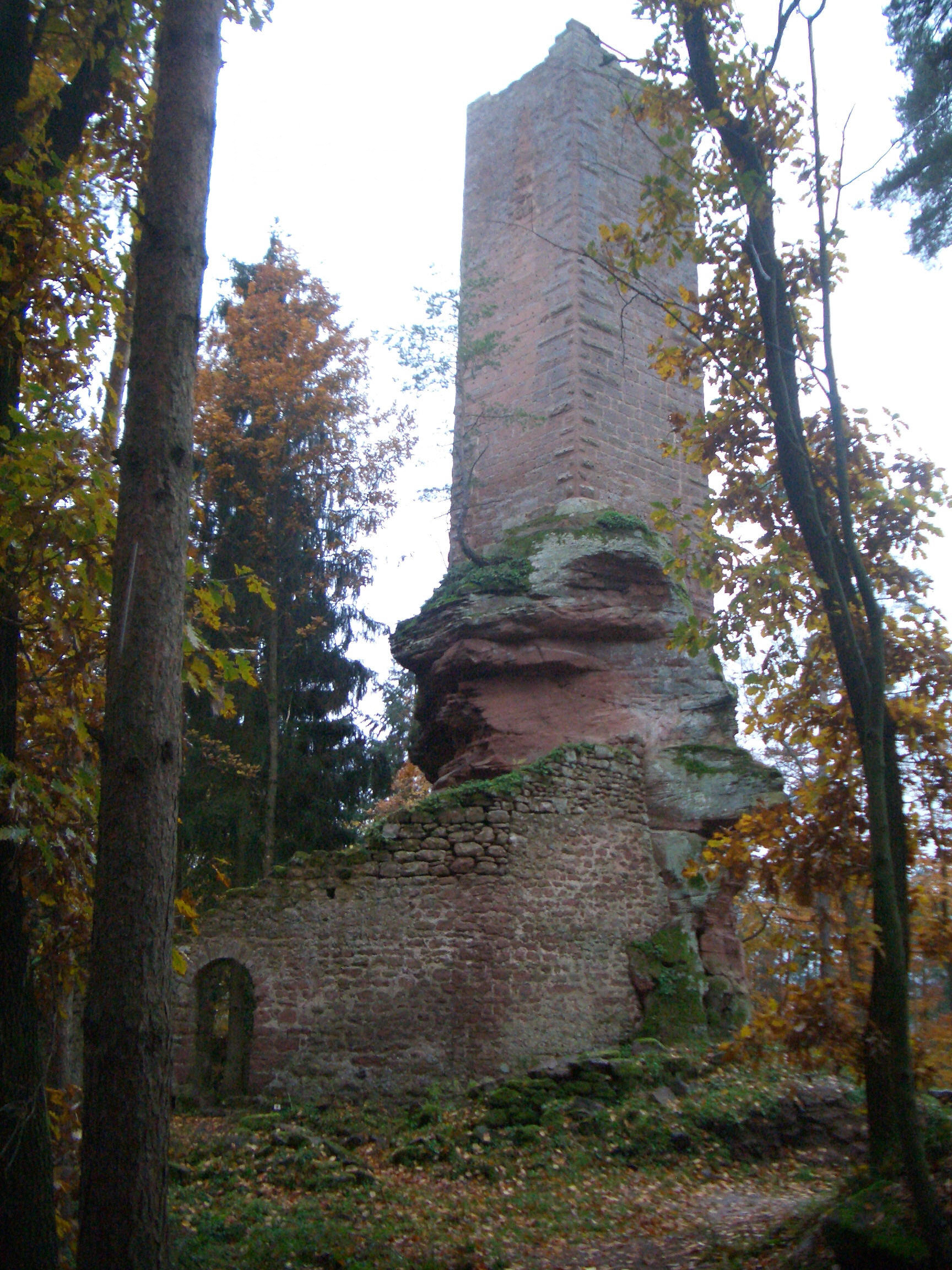
Château de Wineck